# Petit-Bourg

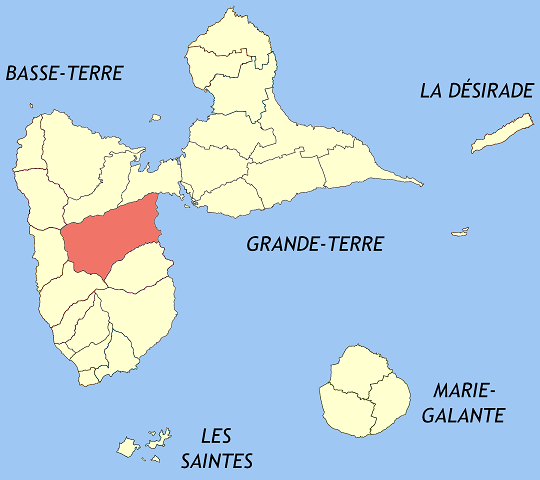
Petit-Bourg als municipis de Guadalupe

Petit-Bourg  és un municipi francès, situat a Guadalupe, una regió i departament d'ultramar de França situat a les Petites Antilles. L'any 2006 tenia 21.153 habitants. Limita al nord amb Baie-Mahault, a l'oest amb Lamentin i Bouillante i al sud amb Goyave.

## Demografia
| 20.150                                     | 21.153 |
| Des de 1962: població sense dobles comptes |        |

## Administració
| Període   | Identitat       | Partit |
| --------- | --------------- | ------ |
| 2001-2008 | Ary Broussillon | MG     |
| 2008-     | Guy Losbar      | GUSR   |